# Йордан Бухов
Йордан Ив. Бухов е български общественик, деец на Българските акционни комитети във Вардарска Македония през Втората световна война.

## Биография
Йордан Бухов е роден в град Неготино, тогава в Османската империя. На 13 април 1941 година след разгрома на Югославия от Германия се включва в Неготинския комитет на Българските акционни комитети.
При освобождението на Вардарска Македония през 1941 година е активен участник в българската обществена дейност в града. Включва се в дейността на българското читалище „Борис Филипов“ и е негов председател. През 1942 година е председател на читалище „Т. Кушев“ в Демир Капия. По-късно Йордан Бухов е български кмет на Согле (30 септември 1943 - 19 ноември 1943) и на Демир Капия от 22 август 1941 година до 23 септември 1943 година и отново от 19 ноември 1943 до 29 август 1944 година.